# Jordi el Monjo
|  | No s'ha de confondre amb Jordi Hamàrtol. |

Jordi el Monjo (Georgius Monachus) fou un monjo i escriptor grec del qual es conserven diverses obres sota el seu nom. El nom podria aplicar-se a diverses persones, però tots els altres són coneguts per algun nom addicional. Es conserva un Cronicó, sota aquest nom, obra de la que alguns pensen que l'autor podria ser Jordi Hamartol o de Jordi Moscampar.
Una altra obra també signada Jordi el Monjo és l'anomenada Scholia in Divisionem Rhetoricae, que podria correspondre a Jordi Gramàtic. I una obra més sota el nom de Gregori el Monjo, anomenada Epitome Philosophiae, podria correspondre a Jordi Peripatètic. També existeix una obra de nom Βίοι τῶν νέων Βασιλέων, Vitae Recentium Imperatorum signada per Jordi el Monjo que no ha estat atribuïda a cap altre autor i seria com una segona part del Cronicó, basada en la Chronographia de Jordi Sincel, que va del regnat de Lleó V l'Armeni a la mort de Romà I Lecapè (del 813 al 948).